# Кивило, Эльмар Хансович
Эльмар Хансович Киви́лло (эст. Elmar Kivilo; 12 (25) февраля 1912, Вяндра — 21 августа 1986) — советский эстонский актёр, заслуженный артист Эстонской ССР (1967).

## Биография
Родился 12 (25 февраля) 1912 года. С 1944 года актёр театра «Ванемуйне» (Тарту).
Умер 21 августа 1986 года. Похоронен на кладбище Раади (Тарту).

## Творчество

### Роли в театре
- «Победители» Б. Ф. Чирскова (1947) — Иван Пантелеев
- «Наши деревенские мальчики» Р. Э. Пятса, Х. Виснупуу (1966) — Скобелев
- «Правда и справедливость» А. Н. Таммсааре (1978)
- «Кремлёвские куранты» Н. Ф. Погодина (1980) — Часовщик
- «Рыцари рубля» О. Антона (1984)

### Фильмография
- 1951 — Свет в Коорди — Семидор
- 1966 — Что случилось с Андресом Лапетеусом — эпизод
- 1970 — Берег ветров — Пууман
- 1980 — Что посеешь… — старик

## Награды и премии
- Медаль «За трудовое отличие» (1956)[1]
- Сталинская премия третьей степени (1952) — за исполнение роли Семидора в цветной кинокартине «Свет в Коорди» (1951) производства киностудии «Ленфильм» и Таллинской киностудии
- Заслуженный артист Эстонской ССР (1967)